# The Last of the Jubblies
The Last of the Jubblies is het tweede album van England.
Het album bevat opnamen van de band van na hun eerste album Garden Shed, maar ook twee titels die voor de uitgave van dat album zijn opgenomen. Het album, dat waarschijnlijk nooit op LP is uitgebracht, wordt pas in 1995 op cd geperst; dat was in de tijd dat de eerste remasterde versie van Garden Shed op de markt kwam. In 2005 kwam England zelf met een geremasterde versie van de Jubblies. Het album is veel minder bekend (en zal dat altijd blijven) dan Garden Shed, dat door zijn geschiedenis van moeilijk te verkrijgen album zichzelf overstegen heeft.  

## Musici
- Martin Henderson: basgitaar en zang (tracks 5-7)
- Jaffa: basgitaar en zang (tracks 1-4)
- Frank Holland: gitaar en zang
- Jode Leigh: drums, percussie en zang
- Robert Webb: toetsen en zang

## Tracks
1. Creepin' Instrumental
2. A one-legged day tale
3. Sausage pie
4. Tooting bec rope case
5. Mister Meener °
6. Nanogram °

° zijn opgenomen in 1976; de andere tracks in 1977.